# Conops thecus
Conops thecus är en tvåvingeart som beskrevs av Camras 1960. Conops thecus ingår i släktet Conops och familjen stekelflugor. Inga underarter finns listade i Catalogue of Life.